# کالدشت پایین
کالدشت پایین یا کالدشت ترقی، روستایی از توابع بخش مرکزی شهرستان دماوند در استان تهران ایران است.

## جمعیت
این روستا در دهستان تاررود قرار دارد و براساس سرشماری مرکز آمار ایران در سال ۱۳۸۵، جمعیت آن ۲۲ نفر (۷خانوار) بوده‌است.

## زبان
زبان محلی مردم کالدشت تاتی است.